# Vanadium(III)chloride
Vanadium(III)chloride (VCl3) is een anorganische verbinding met vanadium. De stof komt voor als paarse kristallen, die goed oplosbaar zijn in water.

## Synthese
Vanadium(III)chloride ontstaat bij de ontleding van vanadium(IV)chloride bij 160-170°C:
{\displaystyle \mathrm {2\ VCl_{4}\longrightarrow \ 2\ VCl_{3}\ +\ Cl_{2}} }
Verder kan het gevormd worden door de rechtstreekse reactie tussen metallisch vanadium en dichloor:
{\displaystyle \mathrm {2\ V\ +\ 3\ Cl_{2}\longrightarrow \ 2\ VCl_{3}} }
Vanadiumtrichloride wordt ook gevormd bij de koppelingsreactie van fenolen:
{\displaystyle \mathrm {2\ C_{6}H_{5}OH\ +\ 2\ VCl_{4}\ \longrightarrow \ HOC_{6}H_{5}{-}C_{6}H_{5}OH\ +\ 2\ VCl_{3}\ +\ 2\ HCl} }